# Saison 1965-1966 des Celtics de Boston
La saison 1965-1966 des Celtics de Boston est la 20e saison de basket-ball de la franchise américaine de la National Basketball Association (généralement désignée par le sigle NBA).
Les Celtics jouent toutes leurs rencontres à domicile au Boston Garden. Entraînée par Red Auerbach, l'équipe termine seconde de la Division Est en saison régulière.
Les Celtics gagnent leur 9e titre NBA (et le 8e consécutif) en battant en finale les Lakers de Los Angeles quatre victoires à trois. Cette série de huit titres consécutifs constitue un record jamais égalé dans aucun sport collectif nord-américain.

## Draft
| Tour | Choix | Joueur       | Poste | Nationalité | Provenance  |
| ---- | ----- | ------------ | ----- | ----------- | ----------- |
| 2    | 17    | Ron Watts    | F     | États-Unis  | Wake Forest |
| 3    | 26    | Toby Kimball | F/C   | États-Unis  | Connecticut |

## Classement de la saison régulière
| Division Est          | V  | D  | PCT  | GB |
| --------------------- | -- | -- | ---- | -- |
| 76ers de Philadelphie | 55 | 25 | 68.8 | -  |
| Celtics de Boston     | 54 | 26 | 67.5 | 1  |
| Royals de Cincinnati  | 45 | 35 | 56.3 | 10 |
| Knicks de New York    | 30 | 50 | 37.5 | 25 |

## Effectif
| Effectif des Celtics de Boston 1965-1966 |
| --- |
| 5 John Thompson • 6 Bill Russell • 11 Mel Counts • 12 Willie Naulls • 16 Tom Sanders • 17 John Havlicek • 18 Woody Sauldsberry • 19 Don Nelson • 20 Larry Siegfried • 21 Ron Bonham • 24 Sam Jones • 25 K.C. Jones • 28 Si GreenEntraîneur : Red Auerbach |

## Campagne de playoffs

### Demi-finale de Division
(2) Celtics de Boston vs. (3) Royals de Cincinnati : Boston remporte la série 3-2
- Game 1 @ Boston : Cincinnati 107, Boston 103
- Game 2 @ Cincinnati : Boston 132, Cincinnati 125
- Game 3 @ Boston : Cincinnati 113, Boston 107
- Game 4 @ Cincinnati : Boston 120, Cincinnati 103
- Game 5 @ Boston : Boston 112, Cincinnati 103

### Finale de Division
(1) 76ers de Philadelphie vs. (2) Celtics de Boston : Boston remporte la série 4-1
- Game 1 @ Philadelphie : Boston 115, Philadelphie 96
- Game 2 @ Boston : Boston 114, Philadelphie 93
- Game 3 @ Philadelphie : Philadelphie 111, Boston 105
- Game 4 @ Boston : Boston 114, Philadelphie 108 (OT)
- Game 5 @ Philadelphie : Boston 120, Philadelphie 112

### Finales NBA

#### Tableau
|                       | Match 1 | Match 2 | Match 3 | Match 4 | Match 5 | Match 6 | Match 7 | Score final |
| Celtics de Boston     | 129     | 129     | 120     | 122     | 117     | 115     | 95      | 4           |
| Lakers de Los Angeles | 133     | 109     | 106     | 117     | 121     | 123     | 93      | 3           |

Les scores en couleur représentent l'équipe à domicile. Le score du match en gras est le vainqueur du match.

#### Match 1
| 17 avril 1966 | Rapport | Lakers de Los Angeles 133, Celtics de Boston 129              | Lakers de Los Angeles 133, Celtics de Boston 129 | Lakers de Los Angeles 133, Celtics de Boston 129 | OT | Boston Garden, Boston Affluence : 13 909 Arbitres : Mendy Rudolph – Joe Goshue |
| 17 avril 1966 | Rapport | Score par quart-temps : 20-34, 41-28, 34-37, 26-22, OT : 12-5 |                                                  |                                                  | OT | Boston Garden, Boston Affluence : 13 909 Arbitres : Mendy Rudolph – Joe Goshue |
| 17 avril 1966 | Rapport | Jerry West 41 Elgin Baylor 20 Gail Goodrich 5                 | Points Rebonds Passes d.                         | Bill Russell 28 Bill Russell 26 Sam Jones 9      | OT | Boston Garden, Boston Affluence : 13 909 Arbitres : Mendy Rudolph – Joe Goshue |
| 17 avril 1966 | Rapport | Los Angeles mène la série 1 à 0                               |                                                  |                                                  | OT | Boston Garden, Boston Affluence : 13 909 Arbitres : Mendy Rudolph – Joe Goshue |

#### Match 2
| 19 avril 1966 | Rapport | Lakers de Los Angeles 109, Celtics de Boston 129   | Lakers de Los Angeles 109, Celtics de Boston 129 | Lakers de Los Angeles 109, Celtics de Boston 129            |  | Boston Garden, Boston Affluence : 13 909 Arbitres : Earl Strom – Norm Drucker |
| 19 avril 1966 | Rapport | Score par quart-temps : 25-35, 22-36, 35-30, 27-28 |                                                  |                                                             |  | Boston Garden, Boston Affluence : 13 909 Arbitres : Earl Strom – Norm Drucker |
| 19 avril 1966 | Rapport | Jerry West 18 Elgin Baylor 14 Walt Hazzard 5       | Points Rebonds Passes d.                         | Sam Jones, John Havlicek 21 Bill Russell 24 John Havlicek 7 |  | Boston Garden, Boston Affluence : 13 909 Arbitres : Earl Strom – Norm Drucker |
| 19 avril 1966 | Rapport | Égalité dans la série 1 à 1                        |                                                  |                                                             |  | Boston Garden, Boston Affluence : 13 909 Arbitres : Earl Strom – Norm Drucker |

#### Match 3
| 20 avril 1966 | Rapport | Celtics de Boston 120, Lakers de Los Angeles 106       | Celtics de Boston 120, Lakers de Los Angeles 106 | Celtics de Boston 120, Lakers de Los Angeles 106 |  | Los Angeles Memorial Sports Arena, Los Angeles Affluence : 15 501 Arbitres : Earl Strom – Norm Drucker |
| 20 avril 1966 | Rapport | Score par quart-temps : 25-29, 32-27, 35-19, 28-31     |                                                  |                                                  |  | Los Angeles Memorial Sports Arena, Los Angeles Affluence : 15 501 Arbitres : Earl Strom – Norm Drucker |
| 20 avril 1966 | Rapport | Sam Jones 36 Bill Russell 19 Tom Sanders, K.C. Jones 5 | Points Rebonds Passes d.                         | Jerry West 34 Elgin Baylor 15 Jim King 6         |  | Los Angeles Memorial Sports Arena, Los Angeles Affluence : 15 501 Arbitres : Earl Strom – Norm Drucker |
| 20 avril 1966 | Rapport | Boston mène la série 2 à 1                             |                                                  |                                                  |  | Los Angeles Memorial Sports Arena, Los Angeles Affluence : 15 501 Arbitres : Earl Strom – Norm Drucker |

Les Celtics n’alignent pour cette rencontre que sept joueurs contre neuf aux Lakers. À la mi-temps ils ne mènent que d’un point : 57 à 56. Ils effectuent alors un fabuleux troisième quart-temps ponctué par un score de 35 à 19 les propulsant vers la victoire, malgré un quatrième quart temps gagné 31 à 28 par les Lakers. Les Celtics s’imposent finalement de 14 points grâce à un Sam Jones très adroit aux lancers francs avec 12 sur 13 ainsi que 12 paniers sur 22 pour un total de 36 points.

#### Match 4
| 22 avril 1966 | Rapport | Celtics de Boston 122, Lakers de Los Angeles 117   | Celtics de Boston 122, Lakers de Los Angeles 117 | Celtics de Boston 122, Lakers de Los Angeles 117 |  | Los Angeles Memorial Sports Arena, Los Angeles Affluence : 15 251 Arbitres : Mendy Rudolph – Joe Goshue |
| 22 avril 1966 | Rapport | Score par quart-temps : 31-27, 35-29, 34-33, 27-28 |                                                  |                                                  |  | Los Angeles Memorial Sports Arena, Los Angeles Affluence : 15 251 Arbitres : Mendy Rudolph – Joe Goshue |
| 22 avril 1966 | Rapport | John Havlicek 32 Bill Russell 18 Larry Siegfried 7 | Points Rebonds Passes d.                         | Jerry West 45 Elgin Baylor 12 Jerry West 10      |  | Los Angeles Memorial Sports Arena, Los Angeles Affluence : 15 251 Arbitres : Mendy Rudolph – Joe Goshue |
| 22 avril 1966 | Rapport | Boston mène la série 3 à 1                         |                                                  |                                                  |  | Los Angeles Memorial Sports Arena, Los Angeles Affluence : 15 251 Arbitres : Mendy Rudolph – Joe Goshue |

Les Celtics mènent toute la rencontre, remportant ainsi une seconde victoire consécutive à l’exterieur. Celle-ci leur permet de n’être plus qu’à une victoire d’un nouveau titre, la prochaine rencontre ayant lieu à Boston. Les Lakers ne doivent leur faible défaite que grâce au trio West, Baylor et Ellis auteurs respectivement de 45, 24 et 21 points, alors que six des huit joueurs des Celtics ont marqué plus de 13 points. les Celtics mènent donc trois victoires à une avant de recevoir les Lakers deux jours plus tard.

#### Match 5
| 24 avril 1966 | Rapport | Lakers de Los Angeles 121, Celtics de Boston 117   | Lakers de Los Angeles 121, Celtics de Boston 117 | Lakers de Los Angeles 121, Celtics de Boston 117              |  | Boston Garden, Boston Affluence : 13 909 Arbitres : Earl Strom – Norm Drucker |
| 24 avril 1966 | Rapport | Score par quart-temps : 37-23, 27-35, 26-31, 31-28 |                                                  |                                                               |  | Boston Garden, Boston Affluence : 13 909 Arbitres : Earl Strom – Norm Drucker |
| 24 avril 1966 | Rapport | Elgin Baylor 41 Elgin Baylor 16 Jerry West 5       | Points Rebonds Passes d.                         | Bill Russell 32 Bill Russell 28 K.C. Jones, Larry Siegfried 6 |  | Boston Garden, Boston Affluence : 13 909 Arbitres : Earl Strom – Norm Drucker |
| 24 avril 1966 | Rapport | Boston mène la série 3 à 2                         |                                                  |                                                               |  | Boston Garden, Boston Affluence : 13 909 Arbitres : Earl Strom – Norm Drucker |

Surprise au Boston Garden où tout le monde s’attendait, au vu des deux derniers match, à un nouveau triomphe des Celtics. Ce sont les Lakers qui s’imposent et reviennent à 3 à 2 avant de recevoir les Celtics. Cette rencontre a été marquée par le duel entre le trio des Lakers West (31 points) Ellis (17 points et 15 rebonds) et surtout Baylor (41 points et 16 rebonds) et le duo des Celtics Bill Russell (32 points et 28 rebonds) et John Havlicek (25 points et 10 rebonds).

#### Match 6
| 26 avril 1966 | Rapport | Celtics de Boston 115, Lakers de Los Angeles 123   | Celtics de Boston 115, Lakers de Los Angeles 123 | Celtics de Boston 115, Lakers de Los Angeles 123 |  | Los Angeles Memorial Sports Arena, Los Angeles Affluence : 15 069 Arbitres : Mendy Rudolph – Earl Strom |
| 26 avril 1966 | Rapport | Score par quart-temps : 29-32, 29-36, 32-21, 25-34 |                                                  |                                                  |  | Los Angeles Memorial Sports Arena, Los Angeles Affluence : 15 069 Arbitres : Mendy Rudolph – Earl Strom |
| 26 avril 1966 | Rapport | John Havlicek 27 Bill Russell 23 K.C. Jones 6      | Points Rebonds Passes d.                         | Jerry West 32 Elgin Baylor 14 Jerry West 7       |  | Los Angeles Memorial Sports Arena, Los Angeles Affluence : 15 069 Arbitres : Mendy Rudolph – Earl Strom |
| 26 avril 1966 | Rapport | Égalité dans la série 3 à 3                        |                                                  |                                                  |  | Los Angeles Memorial Sports Arena, Los Angeles Affluence : 15 069 Arbitres : Mendy Rudolph – Earl Strom |

Match indécis, car si à la mi-temps les Lakers mènent 68 à 58, les Celtics reprennent l'avantage d'un point à la fin du troisième quart temps 90 à 89. Finalement les Lakers font un bon quart temps final gagné 34 à 25, qui leur permet de gagner ce match 123 à 115 et d'obtenir le droit de disputer le titre lors d'un septième match à Boston.

#### Match 7
| 28 avril 1964 | Rapport | Lakers de Los Angeles 93, Celtics de Boston 95            | Lakers de Los Angeles 93, Celtics de Boston 95 | Lakers de Los Angeles 93, Celtics de Boston 95            |  | Boston Garden, Boston Affluence : 13 909 Arbitres : Mendy Rudolph – Earl Strom |
| 28 avril 1964 | Rapport | Score par quart-temps : 20-27, 18-26, 22-23, 33-19        |                                                |                                                           |  | Boston Garden, Boston Affluence : 13 909 Arbitres : Mendy Rudolph – Earl Strom |
| 28 avril 1964 | Rapport | Jerry West 36 Elgin Baylor 14 Jerry West, Walt Hazzard 3  | Points Rebonds Passes d.                       | Bill Russell 25 Bill Russell 32 K.C. Jones, Tom Sanders 3 |  | Boston Garden, Boston Affluence : 13 909 Arbitres : Mendy Rudolph – Earl Strom |
| 28 avril 1964 | Rapport | Boston gagne la série 4 à 3 et devient champion NBA 1966. |                                                |                                                           |  | Boston Garden, Boston Affluence : 13 909 Arbitres : Mendy Rudolph – Earl Strom |

## Statistiques

### Saison régulière
| Joueur            | Matchs | Min./m. | % Tir | % LF | Rbds/m. | Pass/m. | Pts/m. |
| ----------------- | ------ | ------- | ----- | ---- | ------- | ------- | ------ |
| Ron Bonham        | 39     | 8.0     | .367  | .852 | 0.9     | 0.3     | 5.2    |
| Mel Counts        | 67     | 15.2    | .403  | .828 | 6.4     | 0.7     | 8.4    |
| Si Green          | 10     | 9.2     | .387  | .500 | 1.1     | 0.9     | 3.2    |
| John Havlicek     | 71     | 30.6    | .399  | .785 | 6.0     | 3.0     | 18.8   |
| K.C. Jones        | 80     | 33.9    | .388  | .690 | 3.8     | 6.3     | 8.6    |
| Sam Jones         | 67     | 32.2    | .469  | .799 | 5.2     | 3.2     | 23.5   |
| Willie Naulls     | 71     | 20.2    | .402  | .794 | 4.5     | 1.0     | 10.7   |
| Don Nelson        | 75     | 23.5    | .439  | .684 | 5.4     | 1.1     | 10.2   |
| Bill Russell      | 78     | 43.4    | .415  | .551 | 22.8    | 4.8     | 12.9   |
| Tom Sanders       | 72     | 26.3    | .428  | .764 | 7.1     | 1.3     | 12.6   |
| Woody Sauldsberry | 39     | 13.6    | .321  | .500 | 3.6     | 0.4     | 4.4    |
| Larry Siegfried   | 71     | 23.6    | .423  | .881 | 2.8     | 2.3     | 13.7   |
| John Thompson     | 10     | 7.2     | .467  | .667 | 3.0     | 0.3     | 3.2    |
| Ron Watts         | 1      | 3.0     | .500  |      | 1.0     | 1.0     | 2.0    |

### Playoffs
| Joueur          | Matchs | Min./m. | % Tir | % LF | Rbds/m. | Pass/m. | Pts/m. |
| --------------- | ------ | ------- | ----- | ---- | ------- | ------- | ------ |
| Ron Bonham      | 5      | 3.2     | .636  | .333 | 0.6     | 0.0     | 3.4    |
| Mel Counts      | 10     | 8.2     | .359  | .882 | 4.0     | 0.3     | 4.3    |
| John Havlicek   | 17     | 42.3    | .409  | .841 | 9.1     | 4.1     | 23.6   |
| K.C. Jones      | 17     | 31.9    | .413  | .684 | 3.1     | 4.4     | 7.6    |
| Sam Jones       | 17     | 35.4    | .449  | .838 | 5.1     | 3.1     | 24.8   |
| Willie Naulls   | 11     | 6.8     | .257  | .810 | 1.5     | 0.1     | 3.2    |
| Don Nelson      | 17     | 18.6    | .424  | .808 | 5.0     | 0.8     | 8.4    |
| Bill Russell    | 17     | 47.9    | .475  | .618 | 25.2    | 5.0     | 19.1   |
| Tom Sanders     | 17     | 29.4    | .483  | .750 | 6.5     | 1.6     | 13.5   |
| Larry Siegfried | 17     | 26.6    | .420  | .827 | 2.5     | 2.4     | 13.2   |
| John Thompson   | 3      | 3.7     | .143  |      | 1.3     | 0.0     | 0.7    |

## Récompenses
- John Havlicek, All-NBA Second Team
- Sam Jones, All-NBA Second Team
- Bill Russell, All-NBA Second Team